# Vakoun Issouf Bayo
Vakoun Issouf Bayo (Daloa, 10 januari 1997) is een Ivoriaans voetballer die door KAA Gent wordt uitgeleend aan Sporting Charleroi.

## Clubcarrière
Bayo startte zijn seniorencarrière bij Stade d'Abidjan. In het seizoen 2014/15 werd hij topschutter van de Ligue 1 en werd hij verkozen tot beste speler van de competitie. Bayo trok hierop naar Étoile Sportive du Sahel, waarmee hij in het seizoen 2015/16 Tunesisch landskampioen werd.
In maart 2018 haalde de Slowaakse eersteklasser DAC 1904 Dunajská Streda hem naar Europa. Bayo was er in nog geen jaar goed voor tweeëntwintig doelpunten: naast veertien competitiegoals was hij ook nog goed voor vijf bekergoals en drie doelpunten in de Europa League-kwalificatie. Het leverde hem in januari 2019 een transfer op naar Celtic FC, dat zo'n twee miljoen pond voor hem neertelde.
Bayo maakte op 17 februari 2019 zijn officiële debuut in het eerste elftal van Celtic: in de competitiewedstrijd tegen Kilmarnock FC (0-1-winst) mocht hij van trainer Brendan Rodgers in de slotfase invallen voor Ryan Christie. Het zouden zijn enige speelminuten van het seizoen blijven. In het seizoen 2019/20 speelde hij zestien officiële wedstrijden, alle competities inbegrepen. Daarin kwam hij tweemaal tot scoren: in de kwartfinale van de Scottish League Cup scoorde hij eenmaal in de 5-0-zege tegen Partick Thistle, en in de achtste finale van de Scottish Cup scoorde hij eenmaal in de 0-3-zege tegen Clyde FC. Celtic behaalde in beide toernooien uiteindelijk de eindzege.
In augustus 2020 werd hij voor één seizoen uitgeleend aan de Franse tweedeklasser Toulouse FC. Op de tweede competitiespeeldag scoorde hij bij zijn officiële debuut meteen twee keer tegen Grenoble Foot 38, maar Toulouse verloor de wedstrijd desondanks met 5-3. Bayo scoorde dat seizoen tien keer in de reguliere competitie, waarmee hij viceclubtopschutter was na Rhys Healey. In de promotie-playoffs scoorde Bayo in de terugwedstrijd van de finale het enige doelpunt in de 0-1-zege tegen Nantes FC, maar aangezien Nantes de heenwedstrijd met 1-2 had gewonnen was dat niet genoeg voor een terugkeer naar de Ligue 1.
In juli 2021 ondertekende Bayo een contract voor vier seizoenen bij de Belgische eersteklasser KAA Gent. Daar kwam hij tijdens zijn eerste halve seizoen nauwelijks aan spelen toe: in de Conference League-voorrondes mocht hij drie keer invallen, in de competitie kreeg hij na invalbeurten op de twee eerste speeldagen tegen STVV en Beerschot VA slechts één basisplaats (tegen Cercle Brugge op de negende speeldag), en ook in de Beker van België kreeg hij slechts 25 minuten speeltijd tegen tweedenationaler SV Belisia Bilzen. In december 2021 leende Gent hem voor de rest van het seizoen uit aan Sporting Charleroi, dat een aankoopoptie bedong in het huurcontract.

## Interlandcarrière
Bayo maakte op 12 oktober 2018 zijn interlanddebuut voor Ivoorkust in een Afrika Cup-kwalificatiewedstrijd tegen de Centraal-Afrikaanse Republiek.